# ایوب اونجو
ایوب اونجو (انگلیسی: Eyüp Öncü؛ زاده ۱۹۸۶ میلادی در وان – درگذشته ۱۹۸۳ میلادی در استانبول ۱۹۸۳ (۷۶−۷۷ سال)) ورزشکار و سوارکار اهل کشور ترکیه بود.